# Anadolu Rangers 2024
Questa voce raccoglie le informazioni riguardanti gli Anadolu Rangers nelle competizioni ufficiali della stagione 2024.

## 2. Lig 2024

### Stagione regolare
| Afyonkarahisar 17 marzo 2024, ore 14:00 2ª giornata | Kocatepe Victory Walkers | 20 – 28 | Anadolu Rangers | Afyonkarahisar Spor Kompleksi |

| 6-7 aprile 2024 3ª giornata | Anadolu Rangers | 0 – 25 (a tavolino) | Antalya Vandals |  |

| 20-21 aprile 2024 4ª giornata | Anadolu Rangers | 25 – 0 (a tavolino) | Balıkesir Büyükşehir Belediyespor |  |

| Ankara 12 maggio 2024, ore 16:00 6ª giornata | Hacettepe Red Deers | 14 – 0 | Anadolu Rangers | Beytepe Amerikan Futbolu Sahası |

## Statistiche di squadra
| Competizione      | %Vittorie | In casa | In casa | In casa | In casa | In casa | In casa | In trasferta | In trasferta | In trasferta | In trasferta | In trasferta | In trasferta | Totale | Totale | Totale | Totale | Totale | Totale |
| Competizione      | %Vittorie | G       | V       | N       | P       | Pf      | Ps      | G            | V            | N            | P            | Pf           | Ps           | G      | V      | N      | P      | Pf     | Ps     |
| ----------------- | --------- | ------- | ------- | ------- | ------- | ------- | ------- | ------------ | ------------ | ------------ | ------------ | ------------ | ------------ | ------ | ------ | ------ | ------ | ------ | ------ |
| Stagione regolare | .500      | 2       | 1       | 0       | 1       | 25      | 25      | 2            | 1            | 0            | 1            | 28           | 34           | 4      | 2      | 0      | 2      | 53     | 59     |
| Totale            | .500      | 2       | 1       | 0       | 1       | 25      | 25      | 2            | 1            | 0            | 1            | 28           | 34           | 4      | 2      | 0      | 2      | 53     | 59     |